# ایلی مک‌اینتایر
ایلی مک‌اینتایر (انگلیسی: Eilidh McIntyre; ۴ ژوئن ۱۹۹۴ قایقران قایق بادبانی زن اهل بریتانیا است.